# 신정유
신정유(1997년 3월 23일 ~ )는 대한민국의 배우이다.

## 출연작

### 드라마
- 《일기예보적 연애》 (헤븐리, 2023년) - 반동욱 역
- 《우웅우웅2》 (와이낫 미디어, 2019년) - 이민웅 역
- 《트리플 썸 2》 (플래디, 2019년) - 정다현 역
- 《트리플 썸》 (플래디, 2019년) - 정다현 역
- 《고벤져스》 (네이버TV, 2018년) - 신정유 역